# More Than a Woman (chanson des Bee Gees)
Pour les articles homonymes, voir More Than a Woman.
Singles de Bee Gees
Night Fever
(1978) Too Much Heaven
(1978)
More Than a Woman est une chanson disco du groupe britannique Bee Gees pour la bande originale du film La Fièvre du samedi soir de 1977. Elle est sortie en single en 1978 dans certains pays.
Elle était régulièrement interprétée, souvent dans un pot-pourri avec Night Fever, lors des concerts du groupe de 1977 jusqu'à la mort de Maurice Gibb en 2003.
La chanson est notamment reprise par Tavares en 1977, dont la version est également parue sur la bande originale de La Fièvre du samedi soir, et par le boys band anglais 911 (en) en 1998 dans une version eurodance.

## Enregistrement
Les Bee Gees ont commencé les enregistrements de More Than a Woman de février à mars 1977 au château d'Hérouville, à Hérouville, dans le Val-d'Oise, puis les ont poursuivis aux studios Criteria à Miami en avril, et plus tard en septembre, la chanson fut finalisée aux studios Cherokee, à Los Angeles.

## Liste des titres
Toutes les chansons sont écrites et composées par Barry Gibb, Robin Gibb, Maurice Gibb.
| A. | More Than a Woman     | 3:15 |
| B. | Children of the World | 3:07 |

## Crédits
Crédits provenant des notes de la bande originale du film La Fièvre du samedi soir (Saturday Night Fever).
- Barry Gibb – chant, guitare
- Robin Gibb – chant
- Maurice Gibb – chant, guitare basse
- Alan Kendall – guitare
- Dennis Bryon (en) – batterie
- Blue Weaver – claviers
- Joe Lala – percussion

## Classements et certifications
| Classement (1978–79)            | Meilleure position |
| ------------------------------- | ------------------ |
| Australie (Kent Music Report)   | 31                 |
| États-Unis (Adult Contemporary) | 39                 |
| Italie (Musica e dischi)        | 4                  |
| Portugal (Billboard)            | 19                 |

| Classement (2012-2021)                     | Meilleure position |
| ------------------------------------------ | ------------------ |
| Belgique (Wallonie Back Catalogue Singles) | 45                 |
| États-Unis (Hot Dance/Electronic Songs)    | 6                  |

| Classement (1978)        | Position |
| ------------------------ | -------- |
| Italie (Musica e dischi) | 44       |

| Classement (2021)                       | Position |
| --------------------------------------- | -------- |
| États-Unis (Hot Dance/Electronic Songs) | 47       |

### Certifications
| Pays                                     | Certification | Ventes   |
| ---------------------------------------- | ------------- | -------- |
| Espagne (Promusicae)                     | Or            | 30 000‡  |
| Royaume-Uni (BPI)                        | Platine       | 600 000‡ |
| ‡ventes/streaming selon la certification |               |          |

## Version de Tavares
Singles de Tavares
Whodunit (en)
(1977) One Step Away
(1977)
More Than a Woman est également reprise par le groupe de soul américain Tavares, parue sur l'album Future Bound ainsi que la bande originale (avec la version d'origine des Bee Gees) du film La Fièvre du samedi soir.
Elle est sortie en single en novembre 1977.

### Accueil commercial
En 1978, le single a atteint la 32e position du classement Billboard Hot 100[réf. nécessaire], la 36e position du classement Hot Soul Singles.
La chanson a également atteint le top 10 au Royaume-Uni.

### Crédits
- Tavares – voix
- Bob Bowles – guitare
- Sonny Burke – piano
- Paulinho da Costa – percussion
- James Gadson – batterie
- Bob Zimmitti – percussion

### Classements

#### Classements hebdomadaires
| Classement (1977-78)           | Meilleure position |
| ------------------------------ | ------------------ |
| Belgique (Flandre BRT Top 30)  | 30                 |
| Canada (RPM)                   | 29                 |
| États-Unis (Hot 100)           | 32                 |
| États-Unis (Hot Soul Singles)  | 36                 |
| Pays-Bas (Single Top 100)      | 34                 |
| Pays-Bas (Nederlandse Top 40)  | 42                 |
| Royaume-Uni (UK Singles Chart) | 7                  |

#### Classements de fin d'année
| Classement (1978) | Position |
| ----------------- | -------- |
| Canada (RPM)      | 199      |

## Version de 911
Singles de 911 (en)
How Do You Want Me to Love You?
(1998) A Little Bit More
(1999)
En 1998, More Than a Woman est reprise par le boys band anglais 911 (en). Le single est tiré de leur troisième album studio There It Is.
Cette reprise est le plus grand succès du groupe au Royaume-Uni, se classant à la 2e position du UK Singles Chart et la 1re position du classement écossais,.
Elle a également atteint la 94e position du classement en France, devenant la seule chanson de 911 à se classer dans le pays.

### Classements
| Classement hebdomadaire (1998) | Meilleure position |
| ------------------------------ | ------------------ |
| Écosse (OCC)                   | 1                  |
| France (SNEP)                  | 94                 |
| Nouvelle-Zélande (RMNZ)        | 8                  |
| Royaume-Uni (UK Singles Chart) | 2                  |